# Yalgorup nationalpark
Yalgorup nationalpark är en nationalpark i Australien.   Den ligger i delstaten Western Australia, i den västra delen av landet, 3 100 km väster om huvudstaden Canberra. Yalgorup National Park ligger 18 meter över havet. 
I omgivningarna runt Yalgorup nationalpark växer huvudsakligen savannskog.